# Castanopsides
Castanopsides is een geslacht van wantsen uit de familie van de Miridae (Blindwantsen). Het geslacht werd voor het eerst wetenschappelijk beschreven door Yasunaga in 1992.

## Soorten
Het genus bevat de volgende soorten:

- Castanopsides dasypterus (Reuter, 1906)
- Castanopsides falkovitshi (Kerzhner, 1979)
- Castanopsides gotohi Yasunaga, 1998
- Castanopsides hasegawai Yasunaga, 1992
- Castanopsides katsutai Yasunaga & Duwal, 2008
- Castanopsides kerzhneri (Josifov, 1985)
- Castanopsides michaili Yasunaga & Duwal, 2008
- Castanopsides montanus Yasunaga, 1998
- Castanopsides potanini (Reuter, 1906)
- Castanopsides taiwanus Yasunaga, 1998
- Castanopsides takaii Yasunaga, 1998